# Gran Premio d'Italia 2022
Il Gran Premio d'Italia 2022 è stata la sedicesima prova della stagione 2022 del campionato mondiale di Formula 1. La gara si è tenuta domenica 11 settembre all'autodromo nazionale di Monza ed è stata vinta dall'olandese Max Verstappen su Red Bull Racing-RBPT, al trentunesimo successo in carriera; Verstappen ha preceduto all'arrivo il monegasco Charles Leclerc su Ferrari e il britannico George Russell su Mercedes.
All'intero weekend di gara hanno assistito 336 647 spettatori, nuovo record per il Gran Premio d'Italia all'autodromo nazionale di Monza. Il precedente primato apparteneva all'edizione del 2019, caratterizzata da una presenza di 200 000 spettatori nel fine settimana.

## Vigilia

### Sviluppi futuri
Una prima bozza del calendario della stagione successiva, la quale deve essere approvata dal consiglio mondiale della Federazione, viene pubblicata. Il calendario si stilerebbe attraverso ben 24 appuntamenti, due in più rispetto al calendario della stagione corrente, numero record della storia della Formula 1 e il massimo consentito dal Patto della Concordia, un appuntamento aggiuntivo rispetto ai calendari inizialmente previsti per il 2021 e per questo campionato. La stagione inizierebbe il 5 marzo col Gran Premio del Bahrein, per concludersi il 26 novembre col Gran Premio di Abu Dhabi. Il Gran Premio d'Azerbaigian viene posto in aprile, quello dell'Emilia-Romagna a maggio, mentre quello di Spagna a giugno, invertito con il Gran Premio di Monaco. Il Gran Premio d'Austria e quello di Gran Bretagna vengono nuovamente invertiti, con lo spostamento nel mese di luglio del Gran Premio del Belgio, nel mese di agosto del Gran Premio d'Olanda, il primo dopo la pausa estiva, e nel mese di settembre del Gran Premio di Singapore e del Gran Premio del Giappone. Il calendario vede il ritorno del Gran Premio di Cina, non disputatosi nelle ultime due stagioni a causa delle problematiche dettate dalla pandemia di COVID-19, del Gran Premio del Qatar, collocato in ottobre, non disputatosi nel campionato attuale in quanto il Paese concentratosi nell'ospitare il mondiale di calcio, e del Gran Premio di Las Vegas, collocato nel mese di novembre, per la prima volta dalla stagione 1982, con la gara disputata in notturna e al sabato, per la quarta volta nella storia del mondiale, la prima dal Gran Premio del Sudafrica 1985. Gli Stati Uniti d'America disputano così tre Gran Premi nel proprio territorio per la prima volta dalla stagione 1982. Per due volte nel corso della stagione, tre Gran Premi si disputano per tre settimane consecutive: la prima tra il Gran Premio dell'Emilia-Romagna e il Gran Premio di Spagna, mentre la seconda tra il Gran Premio degli Stati Uniti d'America e il Gran Premio di San Paolo. Nel calendario non figura il Gran Premio di Francia, il quale era tornato nella stagione 2018, mentre il Gran Premio di Russia, sotto contratto per essere incluso nel calendario mondiale, si sarebbe dovuto disputare su un nuovo circuito, l'Igora Drive, un tracciato permanente vicino alla città di San Pietroburgo, spostandosi quindi dall'autodromo di Soči, sede del Gran Premio fin dal suo debutto valido per il campionato mondiale avvenuto durante la stagione 2014. Prima dell'inizio di questa stagione, il contratto per la disputa del Gran Premio sul nuovo circuito viene terminato a seguito dell'invasione russa dell'Ucraina, concludendo allo stesso tempo il contratto per la disputa del Gran Premio nelle stagioni successive.

### Aspetti tecnici
Per questo Gran Premio la Pirelli, fornitore unico degli pneumatici, offre la scelta tra gomme di mescola C2, C3 e C4, la tipologia di pneumatici che caratterizza la gamma centrale del genere di coperture messe a disposizione dall'azienda italiana, la stessa scelta utilizzata per l'ultima volta nel Gran Premio del Belgio, l'unica prova corsa nel mese di agosto, il primo Gran Premio corso dopo la pausa estiva obbligatoria della durata di tre settimane, e il primo del trittico di gare comprendente il precedente Gran Premio d'Olanda, per concludersi con la gara italiana, occorrenza verificatasi anche nella precedente stagione. A partire dall'edizione 2019 del Gran Premio, l'azienda italiana ha sempre nominato la stessa tipologia.
La Federazione conferma le tradizionali due zone di attivazione del Drag Reduction System stabilite nell'edizione 2011 del Gran Premio quando il dispositivo fu introdotto per la prima volta nella storia della categoria in quella stagione. La prima zona è collocata sul lungo rettilineo dei box, con il punto di determinazione del distacco fra piloti modificato rispetto all'edizione del 2021, spostato da 20 metri prima della curva 11 a 20 metri dopo di essa. La seconda zona è posta sul rettilineo tra la curva 7 e la curva 8, con detection point posto prima della curva 7. Fin dal debutto del dispositivo mobile in Formula 1, l'autodromo nazionale di Monza fu uno dei pochi circuiti presenti nel calendario del campionato mondiale a essere caratterizzato dalla presenza di due zone per l'utilizzo dell'alettone posteriore mobile, visto la presenza di lunghi rettilinei, con il principale obiettivo di favorire i sorpassi. Fu oggetto di due zone DRS nel 2011 insieme al circuito di Montréal, sede del Gran Premio del Canada, al circuito di Valencia, sede in quella stagione del Gran Premio d'Europa, del Buddh International Circuit, sede della prima edizione del Gran Premio d'India, e il circuito di Yas Marina, sede del Gran Premio di Abu Dhabi.
La Federazione rende noto che nella via di fuga della prima variante (curva 1 e curva 2) sono state collocate quattro file di blocchi di polistirolo: per garantire che le vetture possano rientrare in pista in condizioni di sicurezza, i piloti, in caso di utilizzo della via di fuga, devono passare attraverso le quattro file di blocchi di polistirolo e ricongiungersi alla pista alla fine della via di fuga; i piloti possono passare sull'erba presente nella via di fuga solo se è chiaramente inevitabile. Alla variante della Roggia, qualsiasi pilota che va dritto e manca l'ingresso della curva 5 prima del cordolo interno della curva stessa, deve percorrere la via di fuga rimanendo alla destra della linea gialla e del paletto e rientrare in pista al termine della via di fuga, dopo l'uscita della curva 5.
Rispetto all'edizione precedente del 2021, il circuito è stato riasfaltato tra la curva 1 e la curva 2, tra la curva 4 e la curva 5, e tra la curva 8 e la curva 10. La banchina sul lato destro tra la curva 8 e la curva 10 è stata ridotta a due metri. Alla curva 11 (Alboreto), partendo dal punto di corda della curva, l'asfalto posto all'esterno è stato ridotto a due metri. Tra la curva 4 e la curva 5 tutti i dissuasori di gomma sono stati rimossi.
Nella notte tra il giovedì e il venerdì, la Williams utilizza il terzo dei sei coprifuochi concessi durante la stagione per effettuare le operazioni sulle proprie vetture. La scuderia britannica non riceve sanzioni. Prima dell'inizio della prima sessione di prove libere del venerdì, sulla vettura di Sergio Pérez viene installata la quarta scatola del cambio e la quarta trasmissione. Sulla vettura di Yuki Tsunoda viene installata la quarta trasmissione. Entrambi i piloti non sono penalizzati sulla griglia di partenza in quanto i nuovi componenti installati rientrano tra quelli utilizzabili nel numero massimo stabilito dal regolamento tecnico. Sulla vettura di Carlos Sainz Jr. viene installata la quinta scatola del cambio e la quinta trasmissione. Il pilota spagnolo della Ferrari è penalizzato di dieci posizioni sulla griglia di partenza in quanto i nuovi componenti installati superano quelli utilizzabili nel numero massimo stabilito dal regolamento tecnico.
Sulla vettura di Lewis Hamilton viene installata la quarta unità relativa al motore a combustione interna, al turbocompressore, all'MGU-H, all'MGU-K e all'impianto di scarico. Il pilota britannico della Mercedes è costretto a partire dal fondo dello schieramento in quanto i primi quattro nuovi componenti installati superano quelli utilizzabili nel numero massimo stabilito dal regolamento tecnico. Sulla vettura di Max Verstappen viene installata la quinta unità relativa al motore a combustione interna. Il pilota olandese della Red Bull Racing è penalizzato di cinque posizioni sulla griglia di partenza in quanto il nuovo componente installato supera quelli utilizzabili nel numero massimo stabilito dal regolamento tecnico. Sulla vettura di Sergio Pérez viene installata la quarta unità relativa al motore a combustione interna e la sesta unità relativa all'impianto di scarico. Il pilota messicano della Red Bull Racing è penalizzato di dieci posizioni sulla griglia di partenza in quanto il primo nuovo componente installato supera quelli utilizzabili nel numero massimo stabilito dal regolamento tecnico. Sulla vettura di Yuki Tsunoda viene installata la sesta unità relativa al motore a combustione interna, al turbocompressore, all'MGU-H e all'MGU-K. Il pilota giapponese dell'AlphaTauri è costretto a partire dal fondo dello schieramento in quanto i nuovi componenti installati superano quelli utilizzabili nel numero massimo stabilito dal regolamento tecnico. Sulla vettura di Valtteri Bottas viene installata la sesta unità relativa al motore a combustione interna, la settima unità relativa al turbocompressore e all'MGU-H, e la sesta unità relativa all'impianto di scarico. Il pilota finlandese dell'Alfa Romeo è penalizzato di 15 posizioni sulla griglia di partenza in quanto i primi tre nuovi componenti installati superano quelli utilizzabili nel numero massimo stabilito dal regolamento tecnico. Sulla vettura di Carlos Sainz Jr. viene installata la quinta unità relativa all'MGU-K e la terza unità relativa al sistema di recupero dell'energia. Il pilota spagnolo della Ferrari è penalizzato di 15 posizioni sulla griglia di partenza in quanto i nuovi componenti installati superano quelli utilizzabili nel numero massimo stabilito dal regolamento tecnico.
Prima delle qualifiche, la Federazione chiarisce che alla variante della Roggia un pilota deve percorrere la via di fuga rimanendo alla destra della linea gialla e del paletto, solo se va dritto all'ingresso della curva 4. Sempre prima di questa sessione, viene rimosso il primo dissuasore di gomma posto sulla sinistra tra la curva 1 e la curva 2.

### Aspetti sportivi
Il Gran Premio rappresenta il sedicesimo appuntamento stagionale a distanza di una settimana dalla disputa del Gran Premio d'Olanda, quindicesima gara del campionato. Per la settima volta durante la stagione, la prima tra il Gran Premio del Bahrein, gara inaugurale della stagione, e il Gran Premio d'Arabia Saudita, la seconda tra il Gran Premio di Spagna e il Gran Premio di Monaco, la terza tra il Gran Premio d'Azerbaigian e il Gran Premio del Canada, la quarta tra il Gran Premio di Gran Bretagna e il Gran Premio d'Austria, la quinta tra il Gran Premio di Francia e il Gran Premio d'Ungheria, e la sesta tra il Gran Premio del Belgio e il precedente Gran Premio d'Olanda, il mondiale vede la disputa di un Gran Premio a distanza di una settimana dall'altra. È la decima gara complessiva del campionato nel vecchio continente, nonché ultima, la settima consecutiva a disputarsi in Europa, la seconda e ultima prova a disputarsi nel mese di settembre, la quarta della seconda parte di stagione, e la terza gara dopo la pausa estiva obbligatoria della durata di tre settimane. Il Gran Premio d'Italia precede una pausa di tre settimane, non prevista alla pubblicazione del calendario mondiale nella stagione precedente, prima del ritorno in calendario a distanza di due stagioni del successivo Gran Premio di Singapore in programma il 2 ottobre, in cui, tra queste due gare, sarebbe dovuto disputarsi il Gran Premio di Russia inizialmente in programma il 25 settembre, prima di essere annullato prima della partenza del mondiale a causa delle ripercussioni legate all'invasione russa dell'Ucraina. Il contratto per la disputa del Gran Premio d'Italia nel calendario del campionato mondiale di Formula 1, sempre all'autodromo nazionale di Monza, ha una valenza fino al termine della stagione 2025. Sponsor del Gran Premio per questa edizione è, per la prima volta, la Pirelli, azienda italiana fornitrice degli pneumatici per il mondiale, nel quale in questa stagione celebra il centocinquantesimo anniversario dalla sua fondazione.
A questa edizione assistono 336 647 spettatori nel corso del weekend di gara, il quale rappresenta il record assoluto per il Gran Premio. È consentita la capienza massima per gli spettatori sulle tribune dopo che nell'edizione precedente essa fu stabilita al 50% a causa della pandemia di COVID-19. Il precedente primato apparteneva all'edizione del 2019, caratterizzata da una presenza di 200 000 spettatori nel fine settimana. Dopo che la precedente edizione del 2021 fu scelta come una delle tre della stagione, insieme al Gran Premio di Gran Bretagna e alla prima edizione del Gran Premio di San Paolo, ad essere protagonista della sperimentazione, per la prima volta nella storia della Formula 1, del format di gara caratterizzato dalla disputa della Qualifica Sprint al sabato al fine di stabilire la griglia di partenza del Gran Premio, il Gran Premio d'Italia torna a disputarsi nel tradizionale programma. Il format, confermato anche per questa stagione, è stato scelto come oggetto per altri tre Gran Premi, tra cui quelli dell'Emilia-Romagna, del Gran Premio d'Austria e del successivo Gran Premio di San Paolo in programma il 13 novembre, penultima prova del campionato, l'unico evento ad essere stato confermato per la seconda stagione consecutiva dove utilizzare il format, denominato Sprint in questo campionato.
Il Gran Premio d'Italia è il terzo di un trittico di gare, l'unico di questo campionato, dopo la disputa del Gran Premio del Belgio, l'unica prova corsa nel mese d'agosto, e il precedente Gran Premio d'Olanda, la prima gara nel mese di settembre, tutti collocati a una distanza di una settimana dall'altra, occorrenza già verificatasi nella precedente stagione quando il ritorno del Gran Premio d'Olanda nel calendario del campionato mondiale di Formula 1 fu collocato dalla Federazione tra il Gran Premio belga e quello italiano. La disputa di tre Gran Premi per tre settimane consecutive avvenne, per la prima volta in assoluto nella storia della categoria, nel campionato 2018, in un'occasione, e successivamente per tre volte ciascuno nelle ultime due precedenti stagioni. Dopo la tenuta del Gran Premio dell'Emilia-Romagna in aprile, l'Italia ospita, per la terza stagione consecutiva, almeno due Gran Premi nel proprio territorio. Essa, insieme agli Stati Uniti d'America, grazie alla disputa della prima edizione del Gran Premio di Miami corso a maggio, e di quello omonimo in programma il successivo 23 ottobre, per la prima volta dal 1984, sono le due nazioni ad ospitare due Gran Premi sul proprio territorio in questo campionato. Il territorio italiano, oltre ad essere al primo posto per aver ospitato il maggior numero di gare nella storia del mondiale con 103, esso ospitò, per la prima volta, ben tre Gran Premi nella stagione 2020, nel quale il calendario mondiale fu influenzato a causa delle problematiche dettate dalla pandemia di COVID-19. Il Gran Premio della Toscana, da corrersi all'autodromo internazionale del Mugello, fu introdotto durante la stagione per rimpiazzare altri numerosi Gran Premi annullati o posticipati a causa dell'emergenza sanitaria.
Presente nel calendario del campionato mondiale di Formula 1 fin dall'edizione inaugurale del 1950 e valido quale prova della categoria dallo stesso anno, il Gran Premio d'Italia, insieme a quelli di Monaco, Svizzera, Belgio, Francia e Gran Bretagna, compresa un'edizione della 500 Miglia di Indianapolis valida per il mondiale, fu una delle prove che caratterizzò il calendario dell'edizione inaugurale del mondiale di Formula 1. Il Gran Premio è l'unico, insieme a quello di Gran Bretagna, ad essere stato presente nel calendario del campionato mondiale fin dalla prima stagione del 1950. Esso vede la sua disputa nel calendario della stagione nel tradizionale mese di settembre, per la sua novantaduesima edizione, la settantatreesima valida per il mondiale, e l'ottantasettesima all'autodromo nazionale di Monza, il quale festeggia i 100 anni dalla sua costruzione avvenuta in 110 giorni nel 1922, il terzo autodromo permanente più antico al mondo, dopo quello di Brooklands in Inghilterra e quello di Indianapolis negli Stati Uniti d'America, nonché il circuito più veloce presente nel calendario mondiale fin dalla stagione 1991. Il circuito ha ospitato il maggior numero di edizioni del Gran Premio, su nove diverse configurazioni, la cui la più recente in uso dalla stagione 2000, ed è, fra tutti quelli utilizzati nel calendario del campionato mondiale di Formula 1 fin dalla stagione inaugurale del 1950, al primo posto per maggior numero di edizioni disputate di un Gran Premio con 71, oltre ad essere al primo posto per maggior numero di edizioni disputate consecutivamente con 41. Il Gran Premio d'Italia è il quinto più antico Gran Premio dopo quelli di Francia, Stati Uniti, Spagna e Russia e, dal 2013, anche quello che si è svolto per più volte. Per l'unica edizione valida per il mondiale nel 1980, esso è stato corso all'autodromo Enzo e Dino Ferrari, sede in passato di 26 edizioni del Gran Premio di San Marino e a partire dal 2020 del Gran Premio dell'Emilia-Romagna. In cinque occasioni, non valide per il mondiale, il Gran Premio si è disputato in altre località, tra cui Montichiari (1921), il quale fu sede dell'edizione inaugurale, Livorno (1937), Milano (1947) e Torino (1948). Il Gran Premio non è stato corso nel 1929 e nel 1930, e tra il 1939 e il 1946, tutte edizioni non valide per il mondiale di Formula 1. Nel primo caso la gara non fu corsa a seguito del gravissimo incidente del pilota locale Emilio Materassi nell'edizione del 1928 che causò la morte 22 spettatori, tra cui lo stesso Materassi, e più di 40 feriti, mentre nel secondo caso la gara non fu corsa per via della seconda guerra mondiale.
Il costruttore AlphaTauri rilascia un comunicato ufficiale respingendo le accuse di aver tenuto un comportamento scorretto nel precedente Gran Premio d'Olanda. Il team italiano, legato alla Red Bull Racing dalla stessa proprietà, è stato infatti attaccato da più parti con l'accusa di aver orchestrato il ritiro del pilota giapponese della scuderia, Yuki Tsunoda, fermatosi in pista, rientrato ai box e poi definitivamente ritiratosi parcheggiando la propria monoposto a bordo tracciato per facilitare la vittoria da parte del costruttore austriaco e del pilota campione del mondo olandese Max Verstappen. Anche la responsabile al muretto delle strategie del team di Milton Keynes, Hannah Schmitz, riceve accuse, da alcuni considerata la mente dietro al ritiro di Tsunoda. Alcuni sospetti sul comportamento del team erano stati insinuati anche dal team principal della Mercedes, Toto Wolff, che aveva ipotizzato addirittura l'apertura di un'inchiesta sull'accaduto. Gli organizzatori del Gran Premio annunciano la nascita di Monza 100, un'applicazione dell'evento che migliora con la tecnologia l'esperienza dei tifosi all'interno dell'autodromo fornendo tutte le informazioni utili sulla viabilità, sulle iniziative per il pubblico e sulle attività in pista. Alla vigilia della gara, viene annunciato che l'evento avrà la sua fan zone, con la rimozione dei sigilli dall'area. Essa era stata sequestrata il mese precedente per presunte violazioni delle norme urbanistiche e di tutela paesaggistica. Non si tiene invece il consueto appuntamento della pit walk nella giornata del giovedì, così come non è consentito l'uso della ruota panoramica. Nella giornata del mercoledì, la fan zone viene nuovamente posta sotto sequestro. Il giorno successivo in tribunale si svolge l'udienza nella quale il legale dell'autodromo chiede l'ennesimo dissequestro. Esso accoglie il ricorso dell'autodromo e autorizza la riapertura della fan zone. L'accesso degli spettatori al circuito avviene solamente dalla giornata del venerdì. I promotori della Formula 3, sottocategoria e di contorno alla Formula 1, annunciano che tre piloti della categoria anch'essa di contorno W Series, la britannica Abbi Pulling, la statunitense Chloe Chambers e la ceca Tereza Bábíčková, insieme all'emiratina della Formula 4 e della Formula 3 europea regionale Hamda Al Qubaisi, prendono parte ad un test alla guida di una vettura di Formula 3 sul circuito di Nevers Magny-Cours, in Francia, il 16 e 17 settembre prossimi. Pulling e Al Qubaisi guideranno il 16, mentre Chambers e Bábíčková il 17. Il test mira a dare alle donne un miglior accesso allo sport. È la seconda volta in cui viene effettuato un test nel quale una donna guida una vettura della categoria di Formula 3 dopo che un test simile, nella precedente stagione e sulla stessa pista nel mese di novembre, fu condotto sempre con i piloti provenienti dalla W Series, tra cui la spagnola Nerea Martí, la russa Irina Sidorkova, la spagnola Maya Weug e la britannica Doriane Pin. Successivamente la spagnola Martí, che prese parte al test l'anno precedente, sostituisce la ceca Bábíčková il secondo giorno in quanto quest'ultima infortunatasi durante un incidente nella prima delle due gare corse in Austria sul circuito del Red Bull Ring nel campionato di Formula 3 europea regionale. Alla vigilia della gara, nella giornata del giovedì, si tiene il secondo evento dedicato al networking femminile riguardante il Women Motorsport Commission della Federazione, dopo il successo della prima riunione nel campionato del mondo endurance che ha fatto da cornice riunendo più di 50 donne impegnate nella 24 Ore di Le Mans in diverse organizzazioni e professioni, tra cui le cinque piloti donne in gara, team manager, ingegneri e professionisti. L'iniziativa mira a dare visibilità e consapevolezza sulle diverse attività e posizioni aperte alle donne nei campionati della Federazione. Tutte le donne che lavorano nel paddock durante il weekend di gara della Formula 1 e delle categorie di contorno Formula 2 e Formula 3 sono invitate a connettersi e condividere la loro visione ed esperienza nel motorsport. La serie di incontri serve anche da obiettivo per aumentare la diversità portando nuovi talenti e nuovi volti nel motorsport in cui tutta la Federazione è impegnata. Per questo Gran Premio, la scuderia austriaca Red Bull Racing annuncia la sponsorizzazione con Esselunga, marchio operativo nel settore della grande distribuzione. La casa automobilistica tedesca Porsche rilascia un comunicato in cui sancisce la fine delle trattative con la scuderia di Milton Keynes, affermando che la Formula 1 rimane un ambiente attrattivo senza l'esclusione di futuri coinvolgimenti nella categoria. Nella giornata del giovedì, la Formula 1 e tutto il mondo del motorsport piangono la scomparsa della regina Elisabetta II del Regno Unito. Un minuto di silenzio viene osservato prima dell'inizio della prima sessione di prove libere del venerdì, così come prima della gara la domenica. Diverse squadre, tra cui la Red Bull Racing, l'Aston Martin, la Haas, la Ferrari e la Mercedes, commemorano la scomparsa della sovrana sulle livree delle proprie vetture. Il vincitore del Gran Premio riceve un trofeo artistico intitolato EON supportato dalla Pirelli, title sponsor della gara. Per il giorno successivo alla disputa del Gran Premio viene stabilito un incontro tra la Federazione, i team principal e gli ufficiali di gara per discutere di questioni sportive. La Federazione annuncia di non subire pressioni da parte dei team su questioni come i punti della superlicenza, in quanto a Colton Herta, pilota statunitense della IndyCar Series per il team, anch'esso della stessa nazionalità, Andretti Autosport, mancano i 40 punti richiesti per correre nella massima categoria. Herta, che detiene il record del pilota più giovane a vincere una gara della IndyCar Series, a 18 anni, 11 mesi e 28 giorni, è stato nelle ultime settimane accostato al costruttore italiano AlphaTauri, qual'ora l'attuale pilota della scuderia, il francese Pierre Gasly, venga lasciato libero di guidare per il costruttore transalpino Alpine al posto dello spagnolo Fernando Alonso, il quale lascia il team francese a fine stagione per approdare in Aston Martin al posto del ritirato Sebastian Vettel.
Per celebrare il centenario dell'autodromo nazionale di Monza, la Ferrari gareggia con una speciale livrea. Essa si presenta all'insegna del giallo per celebrare le origini della casa automobilistica attraverso uno dei colori fondamentali del costruttore. Fin dalla nascita della scuderia nel 1929 e poi con la fondazione della casa automobilistica nel 1947, la Ferrari ha infatti proprio nel giallo, scelto dal fondatore Enzo Ferrari, tra i due colori dello stemma di Modena, insieme al blu, uno degli elementi distintivi del proprio marchio, al pari del cavallino rampante e della banda tricolore che si trova in alto. La colorazione è anche presente sulle tute e sui caschi dei due piloti titolari, il monegasco Charles Leclerc e lo spagnolo Carlos Sainz Jr.. Il cavallino rampante con lo sfondo giallo esordì sulle Alfa Romeo del team alla 24 Ore di Spa-Francorchamps del 1932, dove arrivò la vittoria con Antonio Brivio ed Eugenio Siena. Il team ha anche pensato a contenuti dedicati sui propri canali social come tributo alla pista sulla quale ha vinto la sua prima corsa nel 1933, quando ancora schierava le Alfa Romeo, e ha poi raccolto oltre quaranta affermazioni, l'ultima con Leclerc nell'edizione del 2019.
Per il pilota spagnolo del costruttore francese Alpine, Fernando Alonso, si tratta del trecentoquarantanovesimo Gran Premio a cui prende parte in Formula 1, eguagliando il numero record di gare disputate detenuto dal finlandese Kimi Räikkönen. Alonso ha debuttato nella categoria nel Gran Premio d'Australia 2001 con l'ex scuderia Minardi, 21 anni, 6 mesi e 7 giorni fa, e da allora ha ottenuto 32 vittorie, al sesto posto nella classifica di tutti i tempi nella storia del mondiale, 98 podi, nuovamente in sesta posizione generale, 22 pole position, al tredicesimo posto generale, 23 giri veloci, al dodicesimo posto, e 2 039 punti totali, al terzo posto complessivo dietro solo al pilota britannico della Mercedes, Lewis Hamilton, e al tedesco dell'Aston Martin, Sebastian Vettel. Nel corso della sua carriera, spalmata in 19 stagioni, record assoluto condiviso con Räikkönen, Alonso ha conquistato due mondiali piloti, nel 2005 e nel 2006, sempre con il costruttore francese, ma sotto la denominazione di Renault. Alla vigilia della gara, nella giornata del giovedì, sorgono dubbi sull'eventuale partecipazione al Gran Premio del pilota francese dell'AlphaTauri, Pierre Gasly, il quale accusa un malessere e su indicazione dei medici deve rimanere a riposo per tutta la giornata. Gasly prende poi regolarmente parte al Gran Premio.
Il pilota giapponese dell'AlphaTauri, Yuki Tsunoda, è penalizzato di dieci posizioni sulla griglia di partenza per aver ricevuto, da parte dei commissari sportivi, a seguito di un'infrazione, la quinta reprimenda della stagione per aver guidato in pista in condizioni non di sicurezza con le cinture allentate, dopo una sosta ai box, nel precedente Gran Premio d'Olanda.
Il pilota locale di Formula E per il team statunitense Dragon Penske Autosport, e di riserva della scuderia Ferrari, del costruttore statunitense Haas e del team svizzero Alfa Romeo, Antonio Giovinazzi, prende parte alla prima sessione di prove libere al posto del pilota titolare tedesco Mick Schumacher, utilizzando il numero 99. Il pilota di riserva della Mercedes campione 2020-2021 di Formula E e 2019 di Formula 2, l'olandese Nyck de Vries, prende parte alla prima sessione di prove libere del venerdì, in sostituzione di Sebastian Vettel all'Aston Martin, con il numero 34. Per De Vries è il terzo schieramento in stagione dopo aver debuttato in un weekend di gara di Formula 1 nel corso della prima sessione di prove libere del venerdì del Gran Premio di Spagna, al posto di Alexander Albon alla Williams, dove utilizzò il numero 45. Fu schierato per la seconda volta in stagione al posto di Lewis Hamilton alla Mercedes nella prima sessione di prove libere del Gran Premio di Francia, dove utilizzò il numero 19. A partire da questo campionato, secondo il regolamento sportivo, tutte le dieci squadre iscritte al campionato hanno l'obbligo di schierare, durante le sessioni di prove libere, almeno due piloti giovani. Le squadre hanno un numero prestabilito di sessioni nelle quali schierare dei giovani debuttanti.
Per questo Gran Premio, la FIA designa il tedesco Niels Wittich quale direttore di gara. L'ex pilota di Formula 1 Mika Salo è nominato commissario aggiunto. Il finlandese ha svolto in passato, in diverse occasioni, tale funzione, l'ultima al Gran Premio d'Azerbaigian. È la casa automobilistica inglese Aston Martin a fornire la safety car e la medical car.

## Prove

### Resoconto
Prima dell'inizio della prima sessione di prove libere del venerdì viene osservato un minuto di silenzio per la scomparsa della regina Elisabetta II del Regno Unito.
La prima sessione vede il dominio della Ferrari che porta ai primi due posti i propri piloti. Charles Leclerc ha battuto, per pochi millesimi Carlos Sainz Jr., sulla cui monoposto è stato montato nuovamente il vecchio fondo, dopo una prima parte di sessione in cui allo spagnolo era stato fornito un fondo in versione modificata. Alle spalle delle due vetture italiane si sono posizionate le due Mercedes, che hanno preceduto Max Verstappen. Il campione del mondo, che ha trovato traffico nel suo tentativo più rapido, è stato molto costante sul passo gara, ottenendo anche la velocità di punta più elevata di quella delle Ferrari. Sulla vettura dell'olandese era stata montato un alettone posteriore a profilo aerodinamico molto scarico, che però scontava un malfunzionamento del DRS. Per risolvere il problema, l'ala è stata poi montata sulla monoposto di Sergio Pérez che è terminato a centro classifica. Ha preso regolarmente parte alla sessione Pierre Gasly, che ha avuto dei problemi fisici il giorno precedente.
Prima dell'inizio della seconda sessione di prove libere del venerdì, sulla vettura di Carlos Sainz Jr. viene installata la quarta unità relativa all'unità di controllo elettronico. Il pilota spagnolo della Ferrari è penalizzato di cinque posizioni sulla griglia di partenza in quanto il nuovo componente installato supera quelli utilizzabili nel numero massimo stabilito dal regolamento tecnico. Sainz Jr. è costretto a partire dal fondo dello schieramento in quanto ha accumulato 20 posizioni di penalità.
Nella sessione pomeridiana Sainz Jr. ha confermato la competitività della Ferrari, battendo, per un decimo Verstappen. Sulla Red Bull Racing non è stata montata l'ala posteriore col profilo nuovo, ma l'olandese ha nuovamente dimostrato la grande velocità e costanza nei long run effettuati. Anche Leclerc, in questa sessione terzo, è riuscito a trovare un buon adattamento nella simulazione di gara. Al quarto posto è salito Lando Norris, staccato di quasi sette decimi dal tempo di Sainz Jr.. Il pilota della McLaren ha preceduto Russell. La Mercedes, sofferente per il bottoming, ha aumentato il carico posteriore, aggiungendo un nolder all'ala scarica, e alzando le vetture dal suolo. La sessione è stata brevemente interrotta con bandiera rossa per la necessità di recuperare la Haas di Mick Schumacher, che ha perso potenza nei pressi della prima curva di Lesmo.
Al termine della seconda sessione di prove libere del venerdì, Yuki Tsunoda viene convocato dai commissari sportivi per non aver rallentato sotto il regime di bandiere gialle dopo la curva 5. Il pilota giapponese dell'AlphaTauri è penalizzato di tre posizioni sulla griglia di partenza e di due punti sulla superlicenza. La penalità non ha effetto pratico in quanto già costretto a partire dal fondo dello schieramento.
Durante le prime due sessioni di prove libere del venerdì, Mick Schumacher utilizza l'assemblaggio di una trasmissione al di fuori dell'allocazione prevista secondo il regolamento tecnico. Il pilota tedesco della Haas non è penalizzato sulla griglia di partenza in quanto tale operazione rientra tra quelle effettuabili nel numero massimo consentito dal regolamento tecnico.
Nella notte tra il venerdì e il sabato, l'Aston Martin utilizza il primo dei due coprifuochi concessi durante la stagione per effettuare le operazioni sulle proprie vetture. La scuderia britannica non riceve sanzioni.
Prima dell'inizio della terza sessione di prove libere del sabato, il pilota di riserva della Mercedes campione 2020-2021 di Formula E e 2019 di Formula 2, l'olandese Nyck de Vries, sostituisce il pilota thailandese Alexander Albon alla Williams, al quale è stata rilevata un'appendicite. De Vries utilizza il 45 quale numero di gara, utilizzato per l'ultima volta dal pilota tedesco André Lotterer nel Gran Premio del Belgio 2014. Per l'olandese è il debutto in un Gran Premio di Formula 1 dopo che in stagione era stato schierato nel corso della prima sessione di prove libere del venerdì nel Gran Premio di Spagna, sempre al posto di Albon per la stessa scuderia, nella stessa sessione, al posto del pilota britannico della Mercedes Lewis Hamilton nel Gran Premio di Francia, e nuovamente nella stessa sessione in questo Gran Premio al posto del pilota tedesco dell'Aston Martin Sebastian Vettel. Dopo l'operazione all'appendicite, la Williams rende noto che Albon ha patito complicazioni anestetiche post-operatorie inaspettate che hanno portato a un’insufficienza respiratoria. Il pilota, comunque, viene dichiarato fuori pericolo, in tempo per rimettersi in forma per il successivo Gran Premio di Singapore in programma il 2 ottobre, a distanza di tre settimane.
Sulla vettura di Carlos Sainz Jr. viene installata la quinta unità relativa al motore a combustione interna, al turbocompressore e all'MGU-H, e la sesta unità relativa all'MGU-K. Il pilota spagnolo della Ferrari è costretto a partire dal fondo dello schieramento in quanto i nuovi componenti installati superano quelli utilizzabili nel numero massimo stabilito dal regolamento tecnico. La penalità non ha effetto pratico in quanto già costretto a partire dal fondo dello schieramento. Sulla vettura di Esteban Ocon viene installata la quinta unità relativa al motore a combustione interna e la sesta unità relativa all'impianto di scarico. Il pilota francese dell'Alpine è penalizzato di cinque posizioni sulla griglia di partenza in quanto il primo nuovo componente installato supera quelli utilizzabili nel numero massimo stabilito dal regolamento tecnico. Sulla vettura di Kevin Magnussen viene installata la quinta unità relativa al motore a combustione interna, al turbocompressore e all'MGU-H, e la sesta unità relativa all'impianto di scarico. Il pilota danese della Haas è penalizzato di 15 posizioni sulla griglia di partenza in quanto i primi tre nuovi componenti installati superano quelli utilizzabili nel numero massimo stabilito dal regolamento tecnico. Sulla vettura di Zhou Guanyu viene installata la sesta unità relativa all'impianto di scarico. Il pilota cinese dell'Alfa Romeo non è penalizzato sulla griglia di partenza in quanto il nuovo componente installato rientra tra quelli utilizzabili nel numero massimo stabilito dal regolamento tecnico. Sulla vettura di Mick Schumacher viene installata la quinta unità relativa al motore a combustione interna e la settima unità relativa all'impianto di scarico. Il pilota tedesco della Haas è penalizzato di cinque posizioni sulla griglia di partenza in quanto il primo nuovo componente installato supera quelli utilizzabili nel numero massimo stabilito dal regolamento tecnico. Sulla vettura viene installata la sesta scatola del cambio e la sesta trasmissione. Schumacher è penalizzato di dieci posizioni sulla griglia di partenza in quanto i nuovi componenti installati superano quelli utilizzabili nel numero massimo stabilito dal regolamento tecnico.
Al sabato è Verstappen a cogliere la miglior prestazione di sessione, di oltre tre decimi meglio rispetto al tempo del secondo, Leclerc. La scuderia austriaca ha nuovamente optato per l'ala posteriore dotata di più carico aerodinamico. Al terzo posto è salito l'altro pilota della Red Bull Racing, Pérez, che ha preceduto il compagno di team di Leclerc, Sainz Jr.. Hanno dimostrato qualche difficoltà le Mercedes, con Russell che ha chiuso col settimo tempo, mentre Hamilton si è dovuto accontentare della decima posizione, risultando così meno competitive delle Alpine, che hanno colto il quinto e il nono tempo. Schumacher ha potuto affrontare la pista solo negli ultimissimi minuti della sessione, per la necessità di sistemare la frizione della sua vettura.
Al termine della terza sessione di prove libere del sabato, Carlos Sainz Jr. viene convocato dai commissari sportivi per aver guidato troppo lentamente durante una fase delle prove alla curva 1. Sainz Jr. riceve una reprimenda, la quarta della stagione, mentre la Ferrari un avvertimento.

### Risultati
Nella prima sessione del venerdì si è avuta questa situazione:
| Pos | Nº | Pilota           | Costruttore | Tempo    | Gap    | Giri |
| --- | -- | ---------------- | ----------- | -------- | ------ | ---- |
| 1   | 16 | Charles Leclerc  | Ferrari     | 1'22"410 |        | 25   |
| 2   | 55 | Carlos Sainz Jr. | Ferrari     | 1'22"487 | +0"077 | 23   |
| 3   | 63 | George Russell   | Mercedes    | 1'22"689 | +0"279 | 27   |

Nella seconda sessione del venerdì si è avuta questa situazione:
| Pos | Nº | Pilota           | Costruttore          | Tempo    | Gap    | Giri |
| --- | -- | ---------------- | -------------------- | -------- | ------ | ---- |
| 1   | 55 | Carlos Sainz Jr. | Ferrari              | 1'21"664 |        | 24   |
| 2   | 1  | Max Verstappen   | Red Bull Racing-RBPT | 1'21"807 | +0"143 | 27   |
| 3   | 16 | Charles Leclerc  | Ferrari              | 1'21"857 | +0"193 | 23   |

Nella sessione del sabato mattina si è avuta questa situazione:
| Pos | Nº | Pilota          | Costruttore          | Tempo    | Gap    | Giri |
| --- | -- | --------------- | -------------------- | -------- | ------ | ---- |
| 1   | 1  | Max Verstappen  | Red Bull Racing-RBPT | 1'21"252 |        | 19   |
| 2   | 16 | Charles Leclerc | Ferrari              | 1'21"599 | +0"347 | 15   |
| 3   | 11 | Sergio Pérez    | Red Bull Racing-RBPT | 1'21"848 | +0"596 | 26   |

## Qualifiche

### Resoconto
Dopo che Yuki Tsunoda fissa il tempo in 1'22"762, è il turno delle Red Bull Racing a completare il loro primo giro veloce. Pérez segna 1'22"085, battuto da Verstappen in 1'22"023. Leclerc è il primo pilota a scendere sotto il minuto e 22 (1'21"280), riuscendo a sopravanzare il compagno di scuderia Sainz Jr. per 0"068. George Russell è capace di posizionarsi tra le due Ferrari. Lando Norris e Lewis Hamilton sono subito alle spalle di Pérez. Dopo due giri di raffreddamento, Verstappen prova ancora una giro veloce, riportandosi al comando. Nella parte finale della sessione tutti i piloti, ad eccezione di quelli di Red Bull Racing e Ferrari, insieme a Tsunoda, riprendono la pista, per migliorare i loro tempi. Vettel ottiene un tempo buono per il passaggio del turno, Zhou migliora, come Gasly, mentre Lance Stroll resta in diciassettesima posizione. De Vries rimonta al dodicesimo posto, a differenza di Alonso, che non migliora, restando nono. In seguito è Hamilton a salire nono. Si mettono in situazione di sicurezza anche i due piloti della McLaren. Poco dopo la giuria cancella il tempo di De Vries, per essere uscito dai limiti della pista. Non accedono alla seconda fase Nicholas Latifi, Sebastian Vettel, Kevin Magnussen, Stroll e Mick Schumacher.
Pérez segna il primo tempo in Q2. Meglio di lui fa ancora Max Verstappen, a sua volta battuto da Sainz Jr.. Hamilton si piazza alle spalle della Ferrari, facendo meglio di Russell. L'altra Ferrari, quella di Leclerc, è ultima della classifica, avendo il monegasco abbandonato il giro, dopo un errore alla prima chicane. Fernando Alonso è sesto, davanti a Pierre Gasly e Esteban Ocon. Col secondo giro rapido Leclerc sale in seconda posizione, alle spalle di Sainz Jr.. Costretto a partire dal fondo, per le varie penalizzazioni subite, Tsunoda non prende parte alla sessione. Negli ultimi tentativi Valtteri Bottas non migliora i tempi, così come Zhou Guanyu. Anche Gasly non è capace di recuperare nessuna posizione. In compenso Norris scala settimo, subito davanti a Daniel Ricciardo. Non sono qualificati alla Q3 Ocon, Bottas, De Vries, Zhou e Tsunoda.
Nella terza e ultima fase delle qualifiche Leclerc chiude il primo giro in 1'20"770, battuto da Carlos Sainz Jr., a cui il monegasco offre la scia, con 1'20"584. Verstappen è terzo (1'20"859), subito davanti a Pérez, staccato di mezzo secondo dal suo compagno di scuderia. Le Mercedes sono quinta e sesta. Tra loro s'intercala Norris. Dietro a Hamilton si posizionano Ricciardo e Gasly. Alonso che ha solo un treno di gomme soft nuove, opta per un unico tentativo. Col secondo tentativo veloce Sainz Jr. non riesce a restituire la scia a Leclerc, in quanto fra i due s'interpone Norris. Lo spagnolo ottiene la pole position provvisoria (1'20"429) battuta in seguito proprio da Leclerc. Verstappen è capace di battere l'iberico, portandosi al secondo posto.
Charles Leclerc conquista la diciassettesima pole position in carriera, per la prima volta dal Gran Premio di Francia, ed eguaglia il numero delle partenze al palo del britannico Jackie Stewart e dell'olandese Verstappen. Il pilota monegasco della Ferrari, all'ottava partenza in prima posizione della stagione e la seconda nel Gran Premio d'Italia dopo quella dell'edizione del 2019, supera il numero complessivo delle pole position ottenute nella stessa stagione in cui si aggiudicò il Trofeo Pole FIA. È il primo pilota della Ferrari a conquistare otto partenze al palo stagionali dallo stesso numero ottenuto da Michael Schumacher nella stagione 2004. La scuderia di Maranello, alla duecentoquarantesima pole position nel mondiale e la decima stagionale, la ventiduesima all'autodromo nazionale di Monza, record per un tracciato nella storia della categoria, parte in prima posizione nel Gran Premio d'Italia per la prima volta dall'edizione del 2019 proprio con Leclerc, poi vincitore della corsa. Verstappen, secondo, parte in settima posizione a causa della penalità. Il campione del mondo vinse partendo decimo nel Gran Premio d'Ungheria, così come partendo quattordicesimo nel Gran Premio del Belgio. Nell'edizione del 2020 Gasly vinse partendo dalla decima posizione senza effettuare sorpassi in pista, eccetto che per partenze e ripartenze della gara. Sainz Jr., terzo, parte diciottesimo per via della penalità. La partenza più bassa di sempre della Ferrari per un pilota che è salito poi sul podio fu la tredicesima posizione dell'argentino José Froilán González e dell'italiano Umberto Maglioli nell'edizione del 1954. Pérez, quarto, ma tredicesimo in griglia a causa della penalità, viene sopravanzato dal compagno di scuderia Verstappen in qualifica per l'ottava volta consecutiva in stagione. Hamilton si qualifica davanti a Russell, senza considerare la diciannovesima posizione di partenza a causa della penalità, in quel che è 9-7 il confronto testa a testa in qualifica tra compagni di scuderia. L'ex pilota della Williams parte secondo per la seconda partenza dell'anno nelle prime tre posizioni per la Mercedes dopo la pole position dello stesso Russell ottenuta nel Gran Premio d'Ungheria. La terza posizione di Norris rappresenta per la McLaren la prima partenza del campionato nei primi tre posti. Il britannico è l'unico pilota al di fuori dei piloti delle prime tre scuderie, Ferrari, Red Bull Racing e Mercedes, ad essere salito sul podio, nel Gran Premio dell'Emilia-Romagna. Norris insegue il doppio podio conquistato in un Gran Premio corso in Italia per la seconda stagione consecutiva, dopo i due ottenuti nella precedente stagione. Per il compagno di scuderia Ricciardo, ottavo in Q3, ma partente quarto per via di altre penalità inflitte ad altri piloti, è la sesta apparizione nei primi dieci in sedici gare dell'anno, mentre Gasly, nono, ma quinto in griglia di partenza approfittando di altre penalità, termina una striscia di sette gare senza entrare in Q3. Alonso, decimo, ma sesto in griglia di partenza a causa di altre penalità, segna l'apparizione in Q3 sul circuito di Monza per la prima volta dalla stagione 2014, mentre il compagno di scuderia Ocon, undicesimo, ma partente quattordicesimo a causa della penalità, non entra in Q3, venendo battuto in qualifica da Alonso per la prima volta in quattro gare. Bottas, dodicesimo, ma quindicesimo in griglia in quanto anche lui afflitto da una penalità, riesce ad entrare in Q2 per la prima volta dal Gran Premio d'Ungheria. De Vries, al debutto in un Gran Premio di Formula 1, è tredicesimo, ma parte ottavo sempre per via di altre penalità. Entrando in Q2 il pilota olandese eguaglia il numero di presenze nella stessa fase in campionato del compagno di scuderia Latifi. Vettel, in diciassettesima posizione, viene eliminato in Q1 per la settima volta nelle ultime otto gare, in griglia comunque undicesimo grazie ad altre penalità occorse ad altri piloti. Zhou, quattordicesimo, si qualifica nella stessa posizione del precedente Gran Premio d'Olanda, ma parte nono grazie ad altre penalità, mentre per Stroll, diciottesimo, ma dodicesimo prendendo vantaggio di altre penalità, è stata la prima eliminazione di sempre in Q1 sul circuito di Monza. Per la terza volta in stagione entrambe le Haas sono eliminate in Q1, come nel Gran Premio di Gran Bretagna, dove poi la scuderia ottenne punti con entrambe le vetture. La griglia di partenza presenta nove piloti penalizzati, occorrenza verificatasi anche nell'edizione 2017 del Gran Premio.
Sono stati cancellati sette tempi dai commissari sportivi ai piloti per non aver rispettato i limiti della pista, durante le qualifiche. Si sono visti cancellare il tempo Kevin Magnussen (due volte, entrambe alla curva 7), una volta Lando Norris (alla curva 7), Nyck de Vries (alla curva 10), Charles Leclerc (alla curva 2), Fernando Alonso (alla curva 7) e Pierre Gasly (alla curva 6).

### Risultati
Nella sessione di qualifica si è avuta questa situazione:
| Pos                         | Nº | Pilota           | Costruttore                  | Q1       | Q2          | Q3          | Griglia |
| --------------------------- | -- | ---------------- | ---------------------------- | -------- | ----------- | ----------- | ------- |
| 1                           | 16 | Charles Leclerc  | Ferrari                      | 1'21"280 | 1'21"208    | 1'20"161    | 1       |
| 2                           | 1  | Max Verstappen   | Red Bull Racing-RBPT         | 1'20"992 | 1'21"265    | 1'20"306    | 7       |
| 3                           | 55 | Carlos Sainz Jr. | Ferrari                      | 1'21"348 | 1'20"878    | 1'20"429    | 18      |
| 4                           | 11 | Sergio Pérez     | Red Bull Racing-RBPT         | 1'21"495 | 1'21"358    | 1'21"206    | 13      |
| 5                           | 44 | Lewis Hamilton   | Mercedes                     | 1'22"048 | 1'21"708    | 1'21"524    | 19      |
| 6                           | 63 | George Russell   | Mercedes                     | 1'21"785 | 1'21"747    | 1'21"542    | 2       |
| 7                           | 4  | Lando Norris     | McLaren-Mercedes             | 1'22"130 | 1'21"831    | 1'21"584    | 3       |
| 8                           | 3  | Daniel Ricciardo | McLaren-Mercedes             | 1'22"139 | 1'21"855    | 1'21"925    | 4       |
| 9                           | 10 | Pierre Gasly     | AlphaTauri-RBPT              | 1'22"010 | 1'22"062    | 1'22"648    | 5       |
| 10                          | 14 | Fernando Alonso  | Alpine-Renault               | 1'22"089 | 1'21"861    | senza tempo | 6       |
| 11                          | 31 | Esteban Ocon     | Alpine-Renault               | 1'22"166 | 1'22"130    | N.D.        | 14      |
| 12                          | 77 | Valtteri Bottas  | Alfa Romeo-Ferrari           | 1'22"254 | 1'22"235    | N.D.        | 15      |
| 13                          | 45 | Nyck de Vries    | Williams-Mercedes            | 1'22"567 | 1'22"471    | N.D.        | 8       |
| 14                          | 24 | Zhou Guanyu      | Alfa Romeo-Ferrari           | 1'22"003 | 1'22"577    | N.D.        | 9       |
| 15                          | 22 | Yuki Tsunoda     | AlphaTauri-RBPT              | 1'22"020 | senza tempo | N.D.        | 20      |
| 16                          | 6  | Nicholas Latifi  | Williams-Mercedes            | 1'22"587 | N.D.        | N.D.        | 10      |
| 17                          | 5  | Sebastian Vettel | Aston Martin Aramco-Mercedes | 1'22"636 | N.D.        | N.D.        | 11      |
| 18                          | 18 | Lance Stroll     | Aston Martin Aramco-Mercedes | 1'22"748 | N.D.        | N.D.        | 12      |
| 19                          | 20 | Kevin Magnussen  | Haas-Ferrari                 | 1'22"908 | N.D.        | N.D.        | 16      |
| 20                          | 47 | Mick Schumacher  | Haas-Ferrari                 | 1'23"005 | N.D.        | N.D.        | 17      |
| Tempo limite 107%: 1'26"586 |    |                  |                              |          |             |             |         |

In grassetto sono indicate le migliori prestazioni in Q1, Q2 e Q3.

## Gara

### Resoconto
Prima della gara, su alcune tribune dell'Autodromo nazionale di Monza, si verificano alcuni episodi di bullismo in cui alcuni tifosi della Ferrari chiedono ai sostenitori del pilota olandese campione del mondo della Red Bull Racing, Max Verstappen, di togliere i cappellini colorati di arancione, in segno di tifo verso il proprio pilota. Il circuito risponde con un comunicato affermando che il Gran Premio è un evento inclusivo in cui tutti devono sentirsi a casa. Prima del via viene anche osservato un minuto di silenzio per la scomparsa della regina Elisabetta II del Regno Unito, come già accaduto prima della prima sessione di prove libere del venerdì.
Tutti piloti, al via, montano gomme medie, tranne Leclerc, Russell, Verstappen, De Vries e Ocon, che partono su gomme soft. Leclerc tiene il comando della gara alla partenza, precedendo George Russell. Parte male invece Lando Norris che si vede passato da Daniel Ricciardo e Max Verstappen. L'olandese passa prima Ricciardo, al secondo giro, e poi, dopo due giri, anche Russell. Nelle retrovie si fanno largo sia Sainz Jr., che dopo quattro giri è già tredicesimo, sia Pérez, poco dietro. All'ottavo passaggio Sergio Pérez passa già al cambio gomme. Il messicano monta gomme dure, ma sconta un problema di surriscaldamento ai freni della gomma anteriore destra, che portano anche a un principio d'incendio, che però si spegne e permette al pilota di continuare la gara. Nel frattempo Sainz Jr. prosegue la sua rimonta. Lo spagnolo passa Stroll, Zhou, De Vries, Alonso, Norris e Gasly, portandosi in quinta posizione.
Al dodicesimo giro Sebastian Vettel ferma la sua vettura a bordo pista, per una perdita di potenza della sua power unit. La direzione di gara impone il regime di virtual safety car. Leclerc decide di anticipare la sosta, per montare gomme medie. La gara riprende nella sua valenza agonistica poco prima che il monegasco rientra in gara, alle spalle di Verstappen e Russell. Sainz Jr. passa anche Ricciardo, portandosi al quarto posto. L'australiano si trova in lotta anche con Gasly, che va lungo alla prima chicane, e ricede la posizione. Verstappen porta, dopo 16 giri, il suo vantaggio su Russell a sei secondi, mentre Leclerc è a undici secondi dal leader. Tra il sedicesimo e il diciottesimo giro Norris e Alonso battagliano, per il quinto posto. Alle loro spalle spunta Lewis Hamilton, che sfrutta i pit stop di chi gli stava davanti, oltre a effettuare alcuni sorpassi.
Al ventitreesimo giro si ferma Russell, che monta gomme hard e, due giri dopo, anche Verstappen, che prosegue la gara passando alle gomme medie. Hamilton raggiunge Alonso, ma non riesce a prenderne la posizione, se non al ventisettesimo giro. Dopo la sosta di Verstappen, Charles Leclerc torna al comando del Gran Premio, con poco più di dieci secondi di vantaggio sull'olandese. Sainz Jr. si ferma al trentesimo giro. Il ferrarista monta ora gomme soft e ritorna in gara al settimo posto. Un giro dopo si ferma per abbandonare la gara Alonso. Due giri dopo Leclerc si ferma per la seconda volta, per montare gomme morbide. Il monegasco scende in seconda posizione, staccato di quasi venti secondi dal battistrada. La classifica vede, dietro al monegasco, Russell, Norris, Sainz Jr., Pérez e Ricciardo. Al trentacinquesimo giro si ferma Norris, che torna in gara sesto. Su di lui e Gasly piomba Hamilton, che passa entrambi, e si trova sesto, alle spalle di Pérez.
Nei giri seguenti Leclerc inanella giri veloci, riuscendo a limare, di qualche secondo, il distacco a Verstappen. Pérez monta gomme morbide, al quarantaquattresimo giro, scalando settimo. Poco dopo Ricciardo è costretto a lasciare la sua McLaren a bordo pista prima della curva 7. La direzione di gara opta per la safety car. Verstappen e Leclerc decidono di montare un set di gomme morbide. La vettura di sicurezza entra però in pista lontana dalla vettura del leader Verstappen e, inoltre, i tempi per rimuovere la vettura di Ricciardo si dilatano. Questo non consente di riprendere effettivamente la gara, che si conclude, di fatto, in regime di vettura di sicurezza.
Max Verstappen vince il trentunesimo Gran Premio in carriera ed eguaglia il numero di successi nella categoria del britannico Nigel Mansell, portandosi ad una sola vittoria dallo spagnolo Alonso. Per il campione del mondo, che non aveva mai trionfato o raggiunto il podio nel Gran Premio d'Italia all'autodromo nazionale di Monza, e che non aveva mai ottenuto cinque vittorie consecutive fin dal suo debutto nella categoria nella stagione 2015, la striscia più lunga della sua carriera, è l'undicesimo successo stagionale, superando il numero di successi totali ottenuti nel campionato precedente in cui ha conquistato il titolo piloti. Con sei gare rimanenti, il leader della classifica piloti può ancora battere il record detenuto dai due tedeschi Vettel e Michael Schumacher, entrambi capaci di vincere 13 gare in un campionato mondiale. Verstappen vince la corsa partendo dalla settima posizione differente in una singola stagione, estendendo il record che aveva già battuto nel corso del Gran Premio del Belgio. Per la Red Bull Racing è la dodicesima vittoria in stagione, la quinta consecutiva, l'ottantasettesima complessiva della propria storia, al terzo successo in totale nel Gran Premio d'Italia per la prima volta dall'edizione del 2013 con Vettel, spinta all'epoca da propulsori Renault. Per la scuderia di Milton Keynes è quindi il primo podio sul circuito di Monza nell'era turbo-ibrida iniziata nella stagione 2014. Per Leclerc è il ventesimo podio in carriera. Il pilota monegasco della Ferrari ottiene due podi consecutivi dopo il terzo posto conquistato nel precedente Gran Premio d'Olanda per la prima volta dalle prime tre gare del campionato. Russell, terzo, ottiene il settimo podio dell'anno, mentre per la Mercedes è stato il tredicesimo podio della stagione senza una vittoria, un nuovo record nella categoria. Il pilota britannico, che ottiene quindici piazzamenti nelle prime cinque posizioni in sedici gare della stagione, è adesso distante sette lunghezze dal terzo posto in classifica pilota occupato da Pérez, il quale, terminando sesto con in aggiunta il punto addizionale del giro veloce, ottiene punti sul circuito di Monza per la nona stagione consecutiva. Sainz Jr., partito diciottesimo, ottiene il quarto posto, non riuscendo a salire sul podio dopo che la partenza più bassa di sempre della Ferrari per un pilota che è salito poi sul podio fu la tredicesima posizione dell'argentino José Froilán González e dell'italiano Umberto Maglioli nell'edizione del 1954. La scuderia di Maranello è la prima squadra della storia del mondiale a superare i 10 000 punti ottenuti nella propria storia. Hamilton termina quinto dopo essere partito diciannovesimo in quel che è stato il suo miglior risultato nel Gran Premio d'Italia dall'edizione del 2019, dove concluse terzo. Norris, settimo, non riesce nell'impresa di conquistare due podi consecutivi in Gran Premi corsi in Italia, come nella precedente stagione. Il britannico termina in settima posizione in cinque delle ultime sei gare, ed è settimo anche in classifica piloti. Gasly, ottavo, ottiene punti solamente per la seconda volta nelle ultime otto gare, mentre il debuttante De Vries, nono, e che aveva guidato per l'Aston Martin al posto di Vettel durante la prima sessione di prove libere del venerdì, diviene il sessantasettesimo pilota nella storia del mondiale a ottenere punti al debutto in un Gran Premio nella categoria, il primo a farlo alla guida della Williams dal settimo posto del tedesco Nico Rosberg nel Gran Premio del Bahrein 2006. De Vries eguaglia il miglior risultato stagionale della Williams ottenuto da Albon nella prima edizione del Gran Premio di Miami. Zhou, decimo, termina una striscia di sei gare senza ottenere punti, la più lunga per qualsiasi team. Entrambe le Alpine con Ocon undicesimo e Alonso ritirato non ottengono punti solamente per la seconda volta in stagione, in un'altra corsa disputata in Italia, dopo quanto successo nel Gran Premio dell'Emilia-Romagna. Lo spagnolo termina una striscia di dieci gare a punti in quel che è stato il trecentoquarantanovesimo Gran Premio a cui ha preso parte in Formula 1, eguagliando il numero record di gare disputate nella categoria detenuto dal finlandese Kimi Räikkönen. Stroll è ritirato per la prima volta in stagione dopo che prima di questa gara era stato classificato in tutti i precedenti Gran Premi dell'anno, compresa la sedicesima posizione nel Gran Premio d'Azerbaigian per aver completato il 90% della distanza di gara. Il vincitore Verstappen conduce la classifica piloti con il margine più alto mai ottenuto sul secondo, Leclerc, distanziato di 116 punti. È anche il distacco più ampio mai registrato nella storia del mondiale quando mancano sei Gran Premi alla conclusione del campionato. Verstappen può vincere il secondo campionato mondiale piloti consecutivo nel successivo Gran Premio di Singapore. Per la prima volta dal Gran Premio del Brasile 2006 quando Robert Doornbos corse per la Red Bull Racing e Christijan Albers per l'ex scuderia Midland, la gara ha caratterizzato la presenza di due piloti olandesi, il campione del mondo Verstappen e il debuttante De Vries. Per la tredicesima volta nella storia della Formula 1, la gara è terminata sotto il regime di safety car. Le due più recenti occasioni si verificarono nel Gran Premio del Bahrein 2020 e nel Gran Premio del Belgio 2021.
Sono stati cancellati 14 tempi dai commissari sportivi ai piloti per non aver rispettato i limiti della pista, durante la gara. Si sono visti cancellare il tempo tre volte Nyck de Vries (due volte alla curva 7 e una volta alla curva 10), due volte Kevin Magnussen (una volta alla curva 7 e una volta alla curva 10), una volta Lando Norris (alla curva 2), Pierre Gasly (alla curva 2), Max Verstappen (alla curva 7), Mick Schumacher (alla curva 7), Fernando Alonso (alla curva 5), Lance Stroll (alla curva 7), Sergio Pérez (alla curva 7), Carlos Sainz Jr. (alla curva 7) e Daniel Ricciardo (alla curva 7).

### Risultati
I risultati del Gran Premio sono i seguenti:
| Pos | Nº | Pilota           | Costruttore                  | Giri | Tempo/Ritiro         | Griglia | Punti |
| --- | -- | ---------------- | ---------------------------- | ---- | -------------------- | ------- | ----- |
| 1   | 1  | Max Verstappen   | Red Bull Racing-RBPT         | 53   | 1h20'27"511          | 7       | 25    |
| 2   | 16 | Charles Leclerc  | Ferrari                      | 53   | +2"446               | 1       | 18    |
| 3   | 63 | George Russell   | Mercedes                     | 53   | +3"405               | 2       | 15    |
| 4   | 55 | Carlos Sainz Jr. | Ferrari                      | 53   | +5"061               | 18      | 12    |
| 5   | 44 | Lewis Hamilton   | Mercedes                     | 53   | +5"380               | 19      | 10    |
| 6   | 11 | Sergio Pérez     | Red Bull Racing-RBPT         | 53   | +6"091               | 13      | 9     |
| 7   | 4  | Lando Norris     | McLaren-Mercedes             | 53   | +6"207               | 3       | 6     |
| 8   | 10 | Pierre Gasly     | AlphaTauri-RBPT              | 53   | +6"396               | 5       | 4     |
| 9   | 45 | Nyck de Vries    | Williams-Mercedes            | 53   | +7"122               | 8       | 2     |
| 10  | 24 | Zhou Guanyu      | Alfa Romeo-Ferrari           | 53   | +7"910               | 9       | 1     |
| 11  | 31 | Esteban Ocon     | Alpine-Renault               | 53   | +8"323               | 14      |       |
| 12  | 47 | Mick Schumacher  | Haas-Ferrari                 | 53   | +8"549               | 17      |       |
| 13  | 77 | Valtteri Bottas  | Alfa Romeo-Ferrari           | 52   | +1 giro              | 15      |       |
| 14  | 22 | Yuki Tsunoda     | AlphaTauri-RBPT              | 52   | +1 giro              | 20      |       |
| 15  | 6  | Nicholas Latifi  | Williams-Mercedes            | 52   | +1 giro              | 10      |       |
| 16  | 20 | Kevin Magnussen  | Haas-Ferrari                 | 52   | +1 giro              | 16      |       |
| Rit | 3  | Daniel Ricciardo | McLaren-Mercedes             | 45   | Perdita d'olio       | 4       |       |
| Rit | 18 | Lance Stroll     | Aston Martin Aramco-Mercedes | 39   | Motore               | 12      |       |
| Rit | 14 | Fernando Alonso  | Alpine-Renault               | 31   | Pressione dell'acqua | 6       |       |
| Rit | 5  | Sebastian Vettel | Aston Martin Aramco-Mercedes | 10   | Motore               | 11      |       |

Sergio Pérez riceve un punto addizionale per aver segnato il giro più veloce della gara.

## Classifiche mondiali

### Piloti
| Pos | Pilota           | Punti |
| --- | ---------------- | ----- |
| 1   | Max Verstappen   | 335   |
| 2   | Charles Leclerc  | 219   |
| 3   | Sergio Pérez     | 210   |
| 4   | George Russell   | 203   |
| 5   | Carlos Sainz Jr. | 187   |
| 6   | Lewis Hamilton   | 168   |
| 7   | Lando Norris     | 88    |
| 8   | Esteban Ocon     | 66    |
| 9   | Fernando Alonso  | 59    |
| 10  | Valtteri Bottas  | 46    |
| 11  | Pierre Gasly     | 22    |
| 12  | Kevin Magnussen  | 22    |
| 13  | Sebastian Vettel | 20    |
| 14  | Daniel Ricciardo | 19    |
| 15  | Mick Schumacher  | 12    |
| 16  | Yuki Tsunoda     | 11    |
| 17  | Zhou Guanyu      | 6     |
| 18  | Lance Stroll     | 5     |
| 19  | Alexander Albon  | 4     |
| 20  | Nyck de Vries    | 2     |

### Costruttori
| Pos | Costruttore                  | Punti |
| --- | ---------------------------- | ----- |
| 1   | Red Bull Racing-RBPT         | 545   |
| 2   | Ferrari                      | 406   |
| 3   | Mercedes                     | 371   |
| 4   | Alpine-Renault               | 125   |
| 5   | McLaren-Mercedes             | 107   |
| 6   | Alfa Romeo-Ferrari           | 52    |
| 7   | Haas-Ferrari                 | 34    |
| 8   | AlphaTauri-RBPT              | 33    |
| 9   | Aston Martin Aramco-Mercedes | 25    |
| 10  | Williams-Mercedes            | 6     |

## Decisioni della FIA
Al termine della gara, Nyck de Vries viene convocato dai commissari sportivi per aver guidato irregolarmente, frenando pesantemente sotto il regime di safety car tra la curva 2 e la curva 3, seguito da vicino dal pilota cinese dell'Alfa Romeo, Zhou Guanyu. Il pilota olandese debuttante della Williams riceve una reprimenda, la prima della stagione.
La Federazione chiarisce quanto accaduto nei giri finali del Gran Premio, poi conclusosi sotto il regime di safety car, inviata in pista in quanto il pilota australiano della McLaren, Daniel Ricciardo, ferma la vettura prima della curva 7 a causa di un guasto tecnico. Nonostante la vettura sia stata recuperata dai commissari di percorso prima dello sventolare della bandiera a scacchi, la gara è rimasta comunque neutralizzata. Una nota ufficiale della Federazione afferma che sebbene sia stato fatto ogni sforzo per recuperare rapidamente la vettura di Ricciardo e riprendere a correre, nell'evolversi della situazione i commissari non sono stati in grado di mettere la vettura in folle e spingerla dentro la via di fuga. Viene reso noto che poiché la sicurezza dell'operazione di recupero è l'unica priorità e l'incidente non è stato sufficientemente significativo da richiedere la bandiera rossa, la gara si è conclusa con l'utilizzo della vettura di sicurezza seguendo le procedure concordate tra l'organo mondiale dell'automobilismo e tutti i concorrenti, con la tempistica del periodo di safety car all'interno di una gara che non ha alcuna influenza su questa procedura.